# DB-Baureihe VT 11.5
DB-Baureihe VT 11.5 (с 1 января 1968: Класс 601(901)) — это высокоранговый дизельный поезд c гидравлической передачей, построенный для Deutsche Bundesbahn. Был построен для категории поезда Trans Europ Express.

## История
Первые экземпляры были собраны в 1957 году и сразу же поступили на следующие маршруты:
- TEE 31/32 Rhein-Main Франкфурт-на-Майне – Амстердам
- TEE 74/75 Saphir Дортмунд – Остенде
- TEE 77/78 Helvetia Гамбург (Альтона) – Цюрих
- TEE 168/185 Paris-Ruhr Дортмунд – Париж

Но в шестидесятых из-за выросшей на трассах контактной сети некоторые маршруты были отменены (TEE 77/78) или же перенесены. С 1965 года были введены другие маршруты для VT 11.5:
- TEE 155/190 Parsifal Гамбург (Альтона) – Париж
- TEE 25/26 Diamant Дортмунд – Антверпен
- TEE 19/20 Saphir Франкфурт-на-Майне – Остенде

С 1971 года VT 11.5 стал не средством передвижения, а роскошью, так как стал эксплуатироваться только в конфигурации первого класса. Была установлена максимальная эксплуатационная скорость в 160 км/ч.
К концу восьмидесятых поезда Класса 601 начали массово выводить из эксплуатации. Единственный подарок судьбы случился после падения Берлинской Стены, когда один из поездов Класса 601 пустили по маршруту между Гамбургом и Берлином, при этом красиво назвав новый фирменный поезд в честь известного художника и покрасив его в бело-красную цветовую схему. Но как только ГДР не стало, в истории Класса 601 была поставлена жирная окончательная точка.
Особого внимания заслуживает модификация поезда 1970 года, получившая обозначение Класс 602. В начале семидесятых годов на четырёх головных вагонах были заменены дизельные двигатели на газотурбинные двигатели (каждый мощностью 2200 л.с.). В апреле 1975 года один поезд составленный из двух таких головных вагонов и двух промежуточных вагонов, установил тогдашний германский скоростой рекорд для поездов с двигателями внутреннего сгорания 217 км/ч.

## В Дании
С 1963 года часть поездов VT 11.5 была продана датской компании DSB. Датчане удалили достаточно красивые декоративные волны с носовой части, и переименовали купленные у ФРГ составы в Litra MA, поезд нередко называли Lyntog. Позже, в начале девяностых часть из этих составов была продана  польской компании  LKR,но в 1990-х компания LKR разорилась и почти все поезда находившиеся в её собственности были разрезаны на металл.
По состоянию на 2011 год остался один-единственный поезд Litra MA (номер 460), находящийся в рабочем состоянии. Он покрашен в серебристый цвет, и является музейным экспонатом.